# Songs of Norway
|  | Denne artikel er oprettet af botten PalnaBot ud fra en ekstern database. Den kan derfor have sproglige fejl eller mangler. Denne skabelon kan fjernes efter kontrol af indholdet. |

Songs of Norway er en eksperimentalfilm instrueret af Laurie Grundt efter manuskript af Laurie Grundt.

## Handling
Fire kortfilm: Hardangerfele på fjeldet; Rensdyrslagtning i Finmarken; Rensdyrkapløb i Kautokeino; Paliflimpen - kunstmaleren Oddvar Thorstein.